# ريتشارد راسيل (كاتب)
ريتشارد راسيل (بالإنجليزية: Richard Russell)‏ هو كاتب أمريكي، ولد في 22 يوليو 1924 في نيويورك في الولايات المتحدة، وتوفي في 21 نوفمبر 2015 في لاهويا في الولايات المتحدة.